# TT A9
La tombe thébaine TT A9 est située à Dra Abou el-Naga, dans la nécropole thébaine, sur la rive ouest du Nil, face à Louxor en Égypte.
C'est la tombe d'un inconnu durant le règne d'Amenhotep II (XVIIIe dynastie).